# Kommuna (rejon gunibski)
Kommuna (ros. Коммуна) – wieś w Rosji, w Dagestanie, w rejonie gunibskim. W 2010 liczyła 734 mieszkańców, głównie Awarów.